# チャールズ・ベックウィズ (陸上選手)
チャールズ・エドワード・ベックウィズ（1901年5月12日 - 1970年3月23日）は、1924年夏季オリンピックに出場したイギリスの陸上選手。

## キャリア
ベックウィズは、1924年のAAA選手権の砲丸投げでレックス・ウッズに次いで3位に終わった。その後まもなく、彼は1924年パリオリンピックのイギリスチームに選ばれ、男子砲丸投げに出場し、20位に終わった。